# Récifs Thitu
Les récifs Thitu (en anglais Thitu Reefs, en vietnamien Cụm Thị Tứ, en mandarin Zhōng yè qún jiāo (en sinogrammes 中业群礁)), est un ensemble de récifs des îles Spratleys en mer de Chine méridionale situé dans la partie nord-ouest de Dangerous Ground,,.

## Géographie
Les récifs Thitu sont situés dans la partie nord-ouest des îles Spratlys, à 17 milles marins au sud du récif North Danger, à moins de 7 milles marins au nord-est du récif de Subi et à plus de 19 milles marins au nord de la caye Loaita sur le banc Loaita.
Cet ensemble ne compte qu'une seule île corallienne, l'île Thitu (deuxième île naturelle en superficie de l'archipel des Spratleys), les autres sont tous des récifs dont : le récif Hoài Ân (11° 03′ 42″ N, 114° 13′ 18″ O), le récif Tri Lễ (11° 04′ 28″ N, 114° 15′ 28″ E), le récif Cái Vung (11° 02′ 16″ N, 114° 10′ 44″ E) (ces trois rochers sont collectivement mentionné dans les documents maritimes internationaux sous le nom de Sandy Cay), le récif Eastern (en anglais Eastern Reef, en vietnamien đá Vĩnh Hảo, en mandarin Tiě zhì jiāo (en sinogrammes 铁峙礁)), le récif Meijiu (en anglais Meijiu Reef, en vietnamien đá Trâm Đức, en mandarin Méi jiǔ jiāo (en sinogrammes 梅九礁)) et le récif Subi (en anglais Subi Reef, en vietnamien đá Xu Bi, en philippin Zamora, en mandarin Zhǔbì jiāo (en sinogrammes 渚碧礁)),.
Le récif de Subi est un cas particulier car il est complètement séparé au sud-ouest de toutes les autres entités. À l'exception du récif de Subi, l'île Thitu et les récifs voisins forment ensemble le groupe des récifs Thitu selon les documents maritimes et les douanes internationales.
Il existe une incertitude quant à savoir lequel des platiers récifaux situés à l'ouest de l'île Thitu, sur le côté nord des récifs Thitu, est la caye Sandy (en anglais Sandy Cay) (11° 03′ 18″ N, 114° 12′ 22″ E). Les platiers récifaux des trois plateformes de récifs coralliens les plus proches de l'île Thitu sont reliés par leur pente récifale, qui fait partie de l'anneau extérieur de l'atoll ouest des récifs Thitu et s'étend sur une distance de près de 7 km.

## Caractéristiques
Les récifs Thitu désignent un ensemble de platiers récifaux située sur deux atolls situés à un peu moins de 1 mille marin de l'un l'autre. Aucun récif plus profond qui pourrait les relier n’est visible. Les récifs Thitu s'étendent sur 24 km le long de leur axe du sud-ouest au nord‐est. La largeur de l'atoll occidental mesure 6,5 km au point le plus large et comprend l'île Thitu et plusieurs platiers récifaux peu profonds, l'un étant la caye Sandy et les autres étant anonymes. La largeur de l'atoll oriental atteint 3 km. Il comprend le récif Meiju à l'extrême ouest et le récif Eastern à l'extrême est. La superficie totale des deux atolls est 66,36 km2.
Le récif ouest est marqué par six zones asséchantes (cinq récifs collectivement nommés Sandy Cay) le long de son côté nord et par des récifs le long de son côté sud à des profondeurs de 5,5 à 12,8 mètres. Le bord nord du récif ouest mesure environ 9 milles marins, tandis que le bord sud qui ne sèche pas mesure 6 milles marins. Ils entourent un lagon allongé de 3,5 milles marins de long et d'une largeur maximale de 1,1 milles marins. Les profondeurs du lagon varient de 20 à 32 mètres et il y a peu de têtes de corail. La bordure orientale du récif occidental est marquée par un récif asséchant presque circulaire avec un diamètre de 0,9 mille marin. L'île Thitu est située sur le bord sud de ce récif ; elle a une superficie d'environ 32 hectares.

## Revendications de souveraineté
Les récifs Thitu sont revendiqués par la république populaire de Chine, le Viêt Nam, les Philippines et Taïwan.
Les récifs Thitu ne sont pas occupés en 2023. On ignore quel pays contrôle ces récifs,.
L'île Thitu est occupé par les Philippines depuis 1974. La Chine maintient une présence de milices quasi constante autour de l'île Thitu depuis décembre 2018 en réponse aux efforts des Philippines visant à réparer la piste d'atterrissage de l'île et à entreprendre d’autres améliorations,.

## Structures artificielles
Il n'y a aucune structure artificielle sur les platiers récifaux en 2023. Les trois platiers récifaux les plus proches de l'île Thitu portent toutefois chacun une petite dune artificielle issue de travaux de dragage.

## Histoire

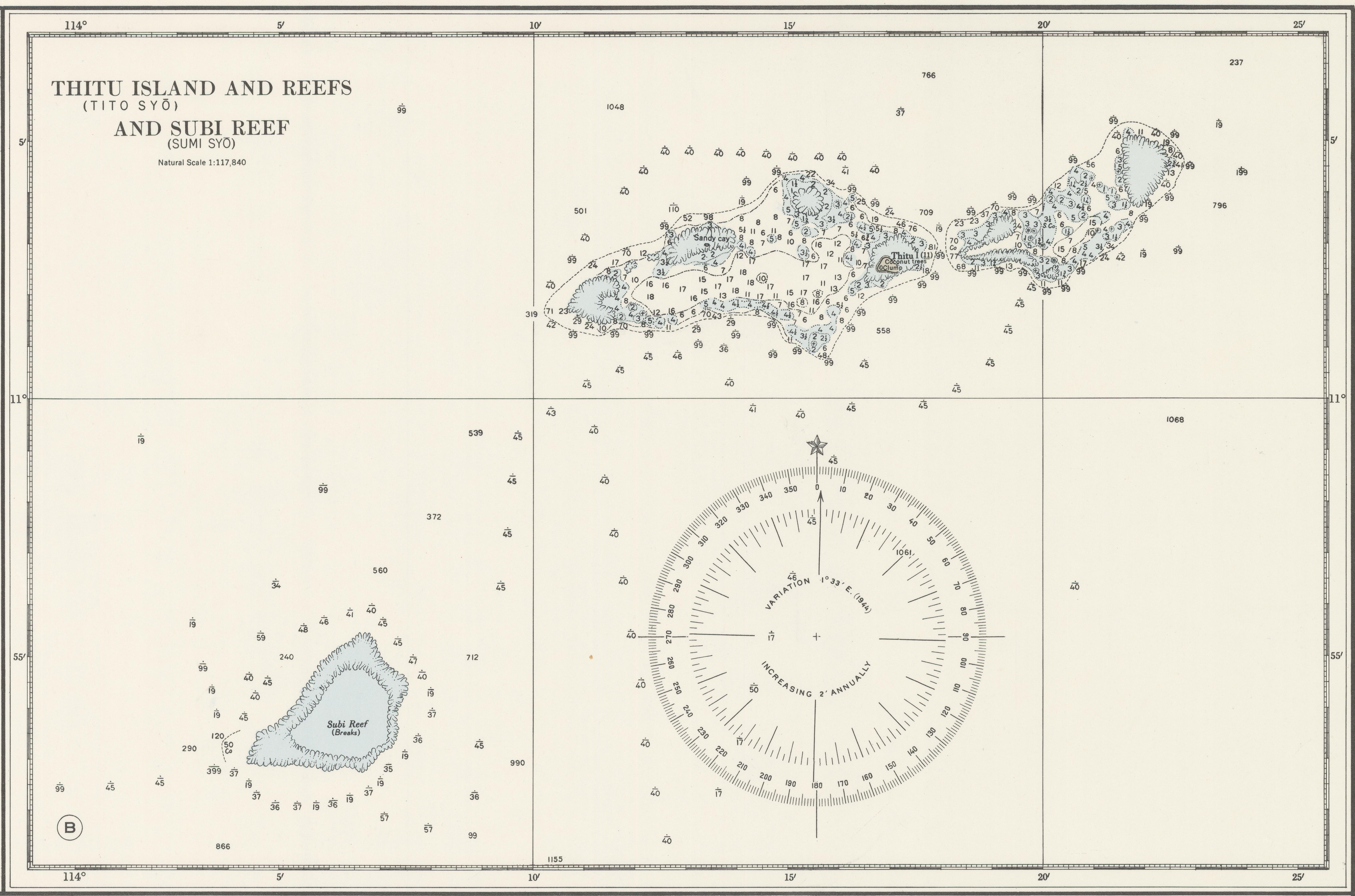
Carte du groupe Thitu et du récif de Subi (archipel des îles Spratleys), mesurée et dessinée en 1911.

Le 21 décembre 1933, le gouverneur de Cochinchine Jean-Félix Krautheimer signe le décret no 4702-CP fusionnant un certain nombre d'îles principales et d'îles dépendantes de l'archipel des îles Spratleys dans la province de Bà Rịa, dont les îles Thitu.
Au début des années 1960, les navires de guerre de la république du Viêt Nam visitaient souvent les récifs Thitu, notamment en 1961, les navires HQ-02 Van Kiep et HQ-06 Van Don étaient également trois navires, dont le HQ-404 Huong Giang en 1963, QG-01 Chi Lang et HQ-09 Ky Hoa (stèle érigée sur l'île Thitu le 22 mai 1961).
Au cours de la période 1970-1971, les Philippines ont envoyé des troupes secrètes pour occuper un certain nombre d'îles des Spratleys, y compris l'île Thitu occupée depuis 1974.
La Chine occupe et contrôle le récif de Subi depuis 1988 jusqu'à aujourd'hui.
De début 2015 à juillet 2016, la Chine a massivement intensifié ses activités de remise en état du récif de Subi et y a réalisé de nombreux projets, notamment une piste de 3 250 mètres x 55 mètres, la plus longue piste existante dans la zone de la mer de l'Est.
Le 5 mars 2019, des responsables philippins ont déclaré que les navires de pêche chinois avaient forcé les pêcheurs philippins à quitter les hauts-fonds dans les eaux territoriales de l'île Thitu.
Le 25 avril 2025, la Garde côtière chinoise débarque sur le banc de sable du récif central de la caye Sandy afin d'affirmer la souveraineté chinoise sur ces récifs revendiqués par les Philippines.

## Image satellite
| Đá Cái Vung Île Thitu Đá Trâm Đức Đá Vĩnh Hảo Đá Tri Lễ Đá Hoài Ân Récif de Subi Image satellite du groupe Thitu prise par la NASA. |